# Komuna e Zall-Herrit
Komuna e Zall-Herrit är en kommun i Albanien.   Den ligger i prefekturen Qarku i Tiranës, i den centrala delen av landet, 10 km norr om huvudstaden Tirana.
Trakten runt Komuna e Zall-Herrit består till största delen av jordbruksmark.  Runt Komuna e Zall-Herrit är det tätbefolkat, med 570 invånare per kvadratkilometer.